# Mathias Auctus

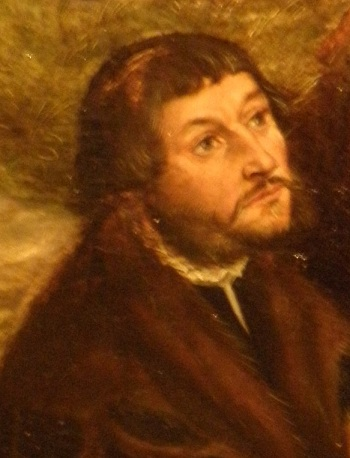

Mathias (Nicolai) Auctus (eigentlich Maciej Przybyło; * vor 1490 in Krakau, Königreich Polen; † 16. Mai 1543 in Breslau, Fürstentum Breslau) war Humanist und Stadtphysicus in Breslau.
Er studierte ab 1503 in Krakau und wurde 1510 Magister artium. Ab 1531/32 war er in Breslau. Auctus stand in Verbindung mit Johannes a Lasco, Nicolaus Oláh und Philipp Melanchthon und trat als Förderer des Protestantismus in Breslau hervor.
Am 16. Oktober 1531 erhielten er und sein Bruder Gregor den Wappenbrief im Adelstande und die Erlaubnis sich von Nieskorow schreiben zu dürfen.
1542 verfasste er die erste Pest-Ordnung Breslaus.
Er wurde in der Maria-Magdalenakirche in Breslau begraben. An ihn erinnerte ein Grabmal.
Siehe auch: Liste der Stadtphysici in Breslau.

## Veröffentlichungen
- Ein kurtzer Vnnterricht, wie sich die Armen vnd Einfeltigen zur Zeit der Pestilentz, vor diser Grausammen Kranckheit, bewaren vnd beschutzen sollen; 1542